# 從這個地方…
『從這個地方…』是日本的創作歌手・川嶋愛於路上時代親手販賣的最初製作的迷你專輯。

## 概要
本作在川嶋愛推出的專輯中是最古老的作品。由於在演唱會會場限量販售1,500張，現在已廢盤。
川嶋愛的第二張非迷你專輯『Thank You!』的初回限定盤附贈了本專輯的復刻盤CD。
收錄曲的「啟程的那一天…」「天使們的旋律」「朝向未來的道路」在後來被重新編製成單曲發售。

## 收錄曲
※全曲目的作詞・作曲皆為川嶋愛。
1. 玻璃中的我（ガラスの中の私）
重新編曲收錄於『路上集I號』之後、曲名被更改為「玻璃的心（ガラスの心）」
2. 啟程的那一天…（旅立ちの日に…）
收錄於第8張單曲『Dear／啟程的那一天… 』。同時也是I WiSH時代發表的『迎向未來』的原曲。
3. 朝向未來的道路（未来への道）
收錄於第5張單曲『「再見」「謝謝」～唯一的地方～』中作為c/w歌曲。
4. 天使們的旋律（天使たちのメロディー）
收錄於第1張單曲『天使們的旋律／啟程的早晨』。
5. My Story